# Kochersteinsfeld
Kochersteinsfeld ist ein Ortsteil von Hardthausen am Kocher im Landkreis Heilbronn im nördlichen Baden-Württemberg.

## Geographie
Kochersteinsfeld liegt im Osten des Landkreises Heilbronn im unteren Kochertal am südlichen Rande des Harthäuser Waldes.
Zu Kochersteinsfeld gehören die Höfe Buchhof und Schweizerhof. Abgegangene, heute nicht mehr bestehende Orte auf Markung Kochersteinsfeld sind Hertrichshausen und Katzbronn.

## Geschichte
Kochersteinsfeld wurde wie das benachbarte Gochsen in einer Urkunde Kaiser Ottos III. vom 18. Dezember 996 erstmals erwähnt. Der Ort war im hohen Mittelalter ein Reichslehen der Herren von Dürn. 1253 tauschte Boppo von Dürn ein Drittel des Zehnten sowie seinen Hof mit Zugehör in Kochersteinsfeld mit dem Kloster Gnadental gegen Besitz in Adelsheim. Im 14. Jahrhundert lag die Oberlehensherrschaft des Ortes bei den Herren von Weinsberg, die Güter am Ort an verschiedene Adelige vergaben, bevor sie Burg und Dorf 1385 an Fürderer von Waldeck, 1405 an die Herren von Helmstatt, 1428 an Swicker und Ludwig von Sickingen und 1431 an Weiprecht von Helmstatt verpfändeten. 1440 kam Kochersteinsfeld mit Neuenstadt am Kocher an die Kurpfalz und nach der Eroberung Neuenstadts durch Herzog Ulrich 1504 an Württemberg. Mit der Reformation in Württemberg im 16. Jahrhundert wurde der Ort ebenfalls reformiert. Bis 1822 war das herzogliche Jagdschloss in Kochersteinsfeld Sitz des württembergischen Forstmeisters des Forsts Neuenstadt. 1824 kam das Schloss mit der Domäne Schweizerhof an den Bankier Johannes von Müller.
Von 1913 bis 1993 bediente die Untere Kochertalbahn Bad Friedrichshall–Ohrnberg als Privatbahn der Württembergischen Eisenbahn-Gesellschaft (WEG) Kochersteinsfeld. Die Gleise wurden bis Anfang 2006 sukzessive demontiert, um die Trasse für einen Fahrradweg auf der Trasse freizugeben.

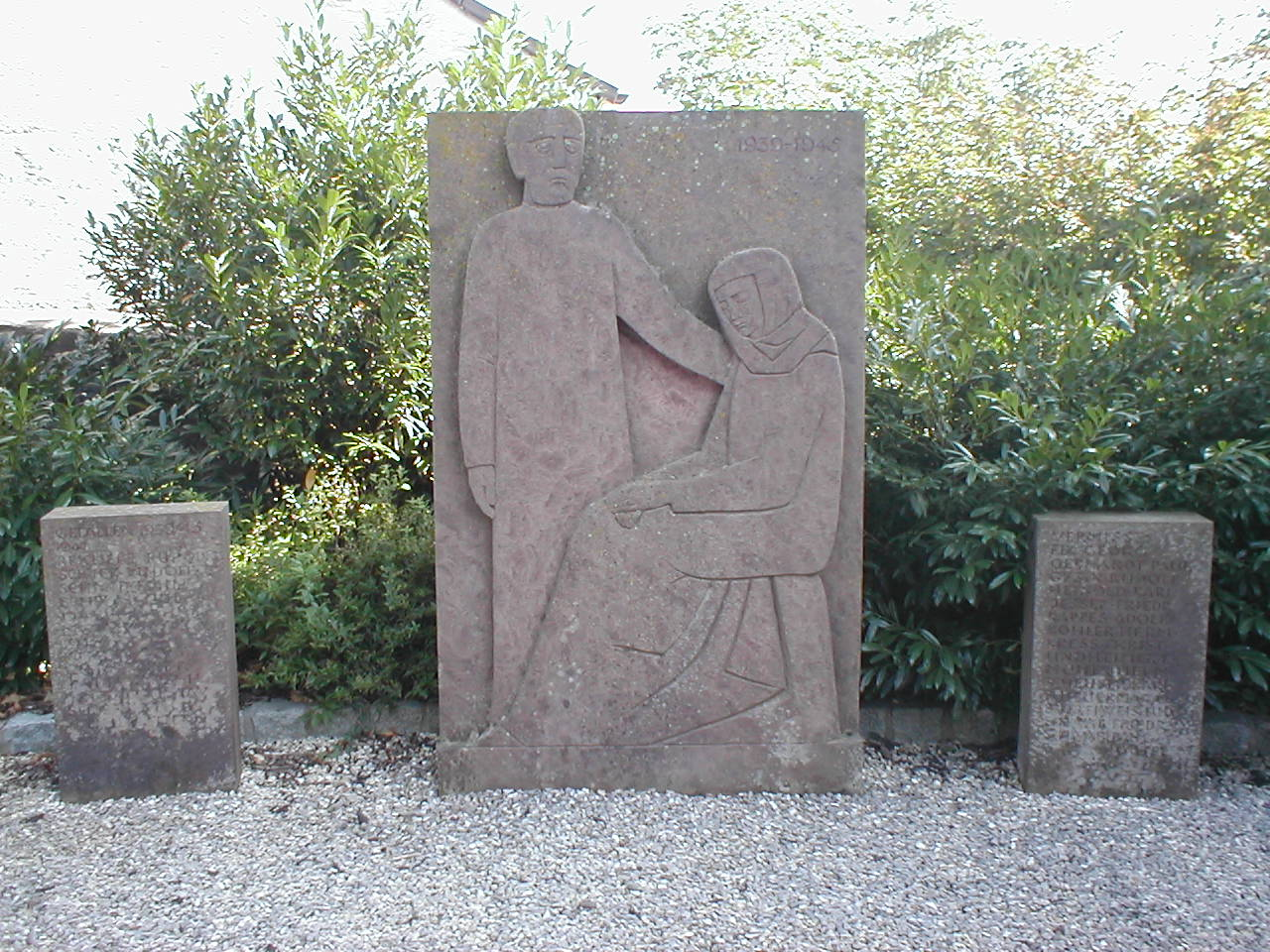
Kriegerdenkmal in Kochersteinsfeld

1939 wurden 682 Einwohner gezählt, Ende 1945 waren es 785. Am 1. Januar 1974 schlossen sich Gochsen und Kochersteinsfeld freiwillig zur neuen Gemeinde Hardthausen am Kocher zusammen. Am 1. Januar 1975 kam durch das Gemeindereformgesetz noch die Gemeinde Lampoldshausen dazu.

### Religionen
Das Patronatsrecht der Kirche in Kochersteinsfeld lag ursprünglich beim Kloster Amorbach und wurde 1281 an die Herren von Weinsberg verkauft, die es wiederum 1432 mitsamt der Kirche an das Stift Möckmühl veräußerten. Zur Pfarrei in Kochersteinsfeld zählten ursprünglich die Filialgemeinden in Gochsen und Lampoldshausen, die jedoch 1315 bzw. 1485 zu selbstständigen Gemeinden erhoben wurden. Seit der Reformation in Württemberg im 16. Jahrhundert ist der Ort überwiegend evangelisch geprägt und hat daher bis heute eine eigene evangelische Kirchengemeinde Kochersteinsfeld im Kirchenbezirk Weinsberg-Neuenstadt der Evangelischen Landeskirche in Württemberg.
Für Katholiken, neuapostolische Christen und Zeugen Jehovas gibt es jeweils Gemeinden in Neuenstadt am Kocher.

## Wappen
Die Blasonierung des ehemaligen Wappens von Kochersteinsfeld lautet: In Blau über zwei silbernen Wellenbalken eine dreibogige silberne Brücke, über dem mittleren Bogen ein schwebender silberner Stein.

## Sehenswürdigkeiten
- Die Evangelische Kirche[7] hat als ältesten Teil einen um 1200 errichteten Turmsockel mit Resten eines Turmchors, der jahrhundertelang als Läuteraum genutzt wurde. Das Kirchenschiff wurde in seiner heutigen Gestalt gemäß einer Datierung am rundbogigen Westportal im Jahr 1733 als Saalkirche mit fast quadratischem Grundriss beträchtlich nach Süden erweitert, wodurch sich die Raumachse und der Dachfirst im Verhältnis zum Turm ebenfalls nach Süden verschob. Die große Raumhöhe mit sechs hohen Rundbogenfenstern, in der Westfassade zwei Barock-Oculi und einer flachen Decke mit Medaillon-Malerei diente dem Einbau einer doppelten Westempore, weswegen dann auch die Kanzel sehr hoch angebracht werden musste. Seit dem Anbau einer neuen Sakristei auf der Südseite des Turms im Jahr 1854 ist aus ihr heraus der Zugang zur Kanzel. Im weiteren 19. Jahrhundert gab es mehrere Renovierungen und die Ausstattung mit Turmuhr und Heizung. Erhalten sind in und an der Kirche einige historische Epitaphe, darunter mehrere von herzoglich-württembergischen Forstmeistern, sowie zwei Gefallenen-Denkmale beider Weltkriege. Bei der umfassenden Renovierung 1954 wurde der alte kleine Turmchor zugunsten einer geschlossenen Raumwirkung bis auf eine Tür zugemauert. An der einstigen Chorbogenwand befindet sich die Kanzel, deren schmuckvoller Schalldeckel von 1733 von einer Skulptur des auferstandenen Christus bekrönt wird. Die Kanzel wird flankiert von einem Wandgemälde mit dem Gleichnis von den klugen und törichten Jungfrauen, das der Stuttgarter Kunstprofessor Rudolf Yelin der Jüngere anlässlich der Renovierung 1954 geschaffen hat. Das Bronze-Altarkruzifix  unterhalb der Kanzel stammt aus der Werkstatt des Bildhauers Martin Scheible aus Ulm. Die Apostelgemälde des 18. Jahrhunderts an den Emporenbrüstungen schmücken nach Restaurierung wieder den Kirchenraum. Eine Kirchenorgel wurde 1820 als erstes Instrument der Ludwigsburger Orgelbauwerkstätte Walcker erbaut und 1902 bei Link in Giengen modernisiert. Sie befindet sich mittlerweile im Residenzschloss Ludwigsburg.[8] Auf der Nordseite am dortigen Portal wurde 2010/13 ein Flachdach-Anbau mit Foyer und Nebenräumen errichtet sowie in das östliche Nordfenster unten ein Emporen-Notausgang eingebaut. Benachbart liegt das 1789 erbaute Pfarrhaus.
- Das Rathaus wurde 1808 als Gasthaus Hirsch von Carl Ludwig und Christiana Sophie Kachel erbaut, deren Initialen CLK und CSK noch das Portal zieren. Die Kachel hatten mehrfach das Schultheißenamt inne. 1846 erwarb die Gemeinde das Gebäude und nutzte es als Schul- und Rathaus als Ersatz für ältere Gebäude. Nach der Vereinigung von Kochersteinsfeld, Gochsen und Lampoldshausen zu Hardthausen wurde das Kochersteinsfelder Rathaus zum Rathaus der Gesamtgemeinde. Es wurde von 1991 bis 1994 renoviert.[9][10]
- Das ehemalige Schloss Kochersteinsfeld wurde nach dem Zweiten Weltkrieg als Flüchtlingsunterkunft benutzt und nicht weiter erhalten, so dass es in den 1970er-Jahren wegen Baufälligkeit abgerissen wurde.
- Nordöstlich des Ortes und teilweise bereits auf der Gemarkung des Nachbarortes Möglingen liegend, befindet sich das Landschaftsschutzgebiet „Alte Burg – Altenberg und Klingenberg“[11]. Von der namengebenden Alten Burg, einem früheren Sitz der Kochersteinsfelder Ortsherrschaft, sind noch Mauerreste erhalten.

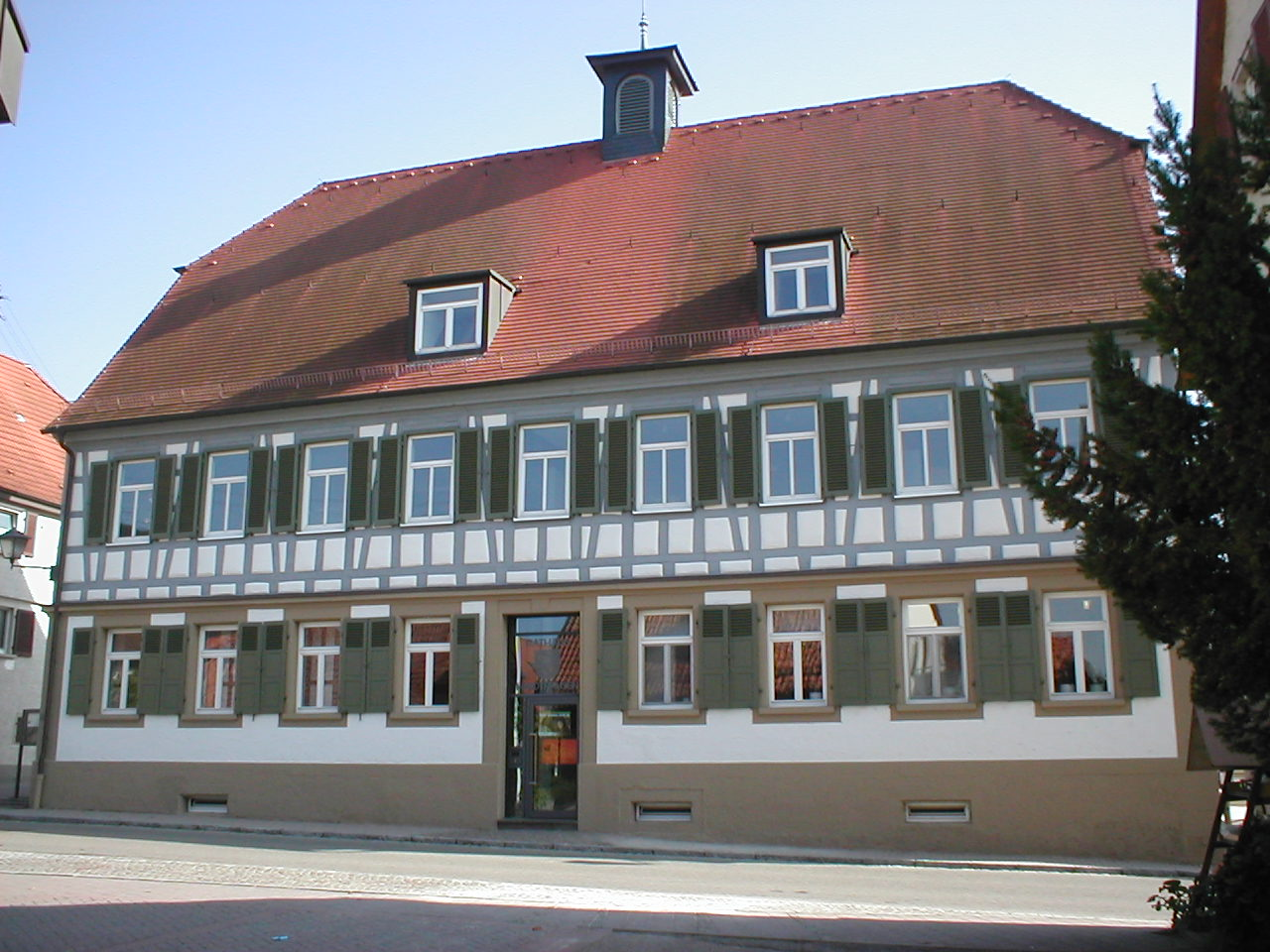
Rathaus
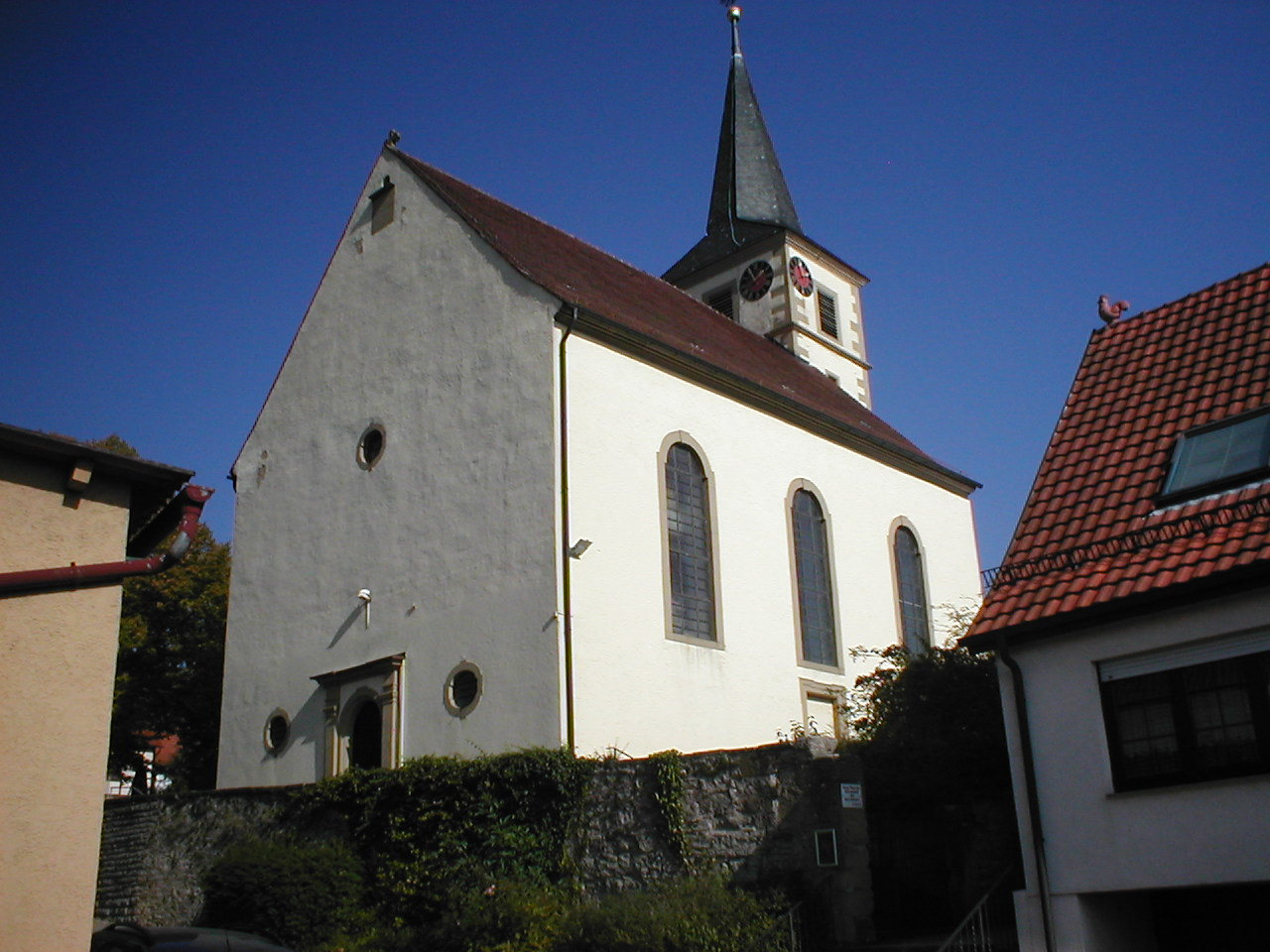
Kirche

## Weinbau
Kochersteinsfeld ist ein Weinbauort, dessen Lagen zur Großlage Kocherberg im Bereich Kocher-Jagst-Tauber des Weinbaugebietes Württemberg gehören.

## Persönlichkeiten
- Johannes von Müller (* 24. März 1769 in Dürrmenz), Bankier, erwarb 1824 das herzogliche Jagdschloss in Kochersteinsfeld und die Staatsdomäne Schweizerhof
- Johann Wilhelm von Müller (1824–1866), Forschungsreisender und Schriftsteller, wurde als Enkel des Bankiers im Schloss Kochersteinsfeld geboren